# Sant Jaume de Vilamontà
Sant Jaume de Vilamontà és una capella de Manlleu (Osona) inclosa a l'Inventari del Patrimoni Arquitectònic de Catalunya.

## Descripció
És una capella de nau única amb la façana orientada a migdia; és coberta a dues vessants i el capcer presenta un frontó triangular llis amb un òcul a sota. El portal és d'arc rebaixat amb dovelles i una ornamentació vegetal a la dovella central. L'interior és adovellat i presenta decoracions pictòriques. Als peus hi ha el cor i als murs laterals s'hi obren capelles separades per pilars amb columnes adossades que tenen els capitells corintis. A l'absis hi ha un retaule dedicat a Sant Jaume. La capella és adossada a un mas a la part de ponent. Al sector de tramuntana s'enfila el campanar de torre, que és cobert a quatre vessants.
L'edifici és fet amb còdols de riu i arrebossat al damunt. S'hi celebra missa el dia del Sant Patró.

## Història
Té els seus antecedents a l'església romànica de Sant Jaume de Vilamontà, documentada com a capella rural dependent de Santa Maria des del 1247, emplaçada prop del mas de Sant Jaume Vell. Va desaparèixer al segle xviii, restant-ne només els fonaments.
El 1885, arran d'un vot popular pel còlera de 1884, es va reedificar a l'emplaçament actual, més proper a la vila, en un terreny cedit per Hipòlit Poquí (vegeu El Poquí). El 1886, es va obrir al culte, beneïda pel bisbe de Vic Antoni Palau.